# Рогнединский район
Рогне́динский район — административно-территориальная единица (район) и муниципальное образование (муниципальный район) в Брянской области России.
Административный центр — посёлок городского типа Рогнедино.

## География
Расположен на севере области. Площадь района — 1051 км².

## История
Рогнединский район был образован в 1929 году из части смежных территорий Бежицкого уезда Брянской губернии и Рославльского уезда Смоленской губернии. Первоначально район входил в состав Рославльского округа Западной области.
1 января 1932 года район был упразднён, а его территория передана в Дубровский и Екимовичский районы. В 1935 году Рогнединский район был восстановлен.
В 1937 году была образована Орловская область, в которую вместе с другими районами нынешней Брянской области вошёл и Рогнединский район.
5 июля 1944 года Указом Президиума Верховного Совета СССР была образована Брянская область, в состав которой, наряду с другими, был включен и Рогнединский район. С 1963 по 1972 годы район был временно упразднён, а его территория входила в Дубровский район.

## Население
На 2023 год численность населения оценивалась в 6083 человека
| 2002  | 2009  | 2010  | 2011  | 2012  | 2013  | 2014  | 2015  | 2016  |
| ----- | ----- | ----- | ----- | ----- | ----- | ----- | ----- | ----- |
| 8952  | ↘7637 | ↘7284 | ↘7263 | ↘7129 | ↘6965 | ↘6800 | ↘6704 | ↘6681 |
| 2017  | 2018  | 2019  | 2020  | 2021  |       |       |       |       |
| ↘6607 | ↘6504 | ↘6369 | ↘6319 | ↘6202 |       |       |       |       |

.

### Урбанизация
В городских условиях (пгт Рогнедино) проживают 44,74 % населения района.

### Национальный состав
По итогам переписи населения 2020 года проживали следующие национальности (национальности менее 0,1 % и другое, см. в сноске к строке «Другие»):
| Национальность | Численность, чел. | Доля     |
| -------------- | ----------------- | -------- |
| Русские        | 5984              | 96,49 %  |
| Армяне         | 22                | 0,35 %   |
| Таджики        | 9                 | 0,15 %   |
| Украинцы       | 9                 | 0,15 %   |
| Цыгане         | 8                 | 0,13 %   |
| Другие         | 170               | 2,73 %   |
| Итого          | 6202              | 100,00 % |

## Административно-муниципальное устройство
Рогнединский район в рамках административно-территориального устройства области, включает 6 административно-территориальных единиц, в том числе 1 поселковый административный округ и 5 сельских административных округов.
Рогнединский муниципальный район в рамках муниципального устройства, включает 6 муниципальных образований нижнего уровня, в том числе 1 городское поселение и 5 сельских поселений:
| № | Муниципальное образование        | Административный центр | Количество населённых пунктов | Население (чел.) | Площадь (км²) |
| - | -------------------------------- | ---------------------- | ----------------------------- | ---------------- | ------------- |
| 1 | Рогнединское городское поселение | пгт Рогнедино          | 9                             | ↘3077            | 159,29        |
| 2 | Вороновское сельское поселение   | село Вороново          | 17                            | ↘738             | 270,51        |
| 3 | Селиловичское сельское поселение | село Снопоть           | 14                            | ↘596             | 198,84        |
| 4 | Тюнинское сельское поселение     | село Тюнино            | 10                            | ↘374             | 160,06        |
| 5 | Фёдоровское сельское поселение   | посёлок Гобики         | 21                            | ↗1143            | 129,15        |
| 6 | Шаровичское сельское поселение   | село Шаровичи          | 17                            | ↘274             | 133,36        |

## Населённые пункты
Всего в районе насчитывается 88 населённых пунктов.
| №  | Населённый пункт  | Тип     | Население | Муниципальное образование        |
| -- | ----------------- | ------- | --------- | -------------------------------- |
| 1  | Бабичи            | деревня | ↗2        | Рогнединское городское поселение |
| 2  | Байгары           | деревня | →1        | Вороновское сельское поселение   |
| 3  | Барановка         | деревня | ↘23       | Шаровичское сельское поселение   |
| 4  | Барсуки           | деревня | ↘38       | Шаровичское сельское поселение   |
| 5  | Берёзовка         | деревня | ↘3        | Селиловичское сельское поселение |
| 6  | Бологча           | деревня | →9        | Селиловичское сельское поселение |
| 7  | Большая Лутна     | деревня | ↘13       | Шаровичское сельское поселение   |
| 8  | Большевик         | посёлок | ↘2        | Тюнинское сельское поселение     |
| 9  | Буда              | деревня | ↘17       | Шаровичское сельское поселение   |
| 10 | Будянский         | посёлок | →1        | Шаровичское сельское поселение   |
| 11 | Верхнее Бунёво    | деревня | →9        | Шаровичское сельское поселение   |
| 12 | Взголяжья Слобода | деревня | →6        | Селиловичское сельское поселение |
| 13 | Владимировка      | деревня | →4        | Вороновское сельское поселение   |
| 14 | Вороново          | село    | ↘472      | Вороновское сельское поселение   |
| 15 | Высокое           | деревня | →0        | Фёдоровское сельское поселение   |
| 16 | Гобики            | деревня | ↘598      | Фёдоровское сельское поселение   |
| 17 | Гобики            | посёлок | →0        | Фёдоровское сельское поселение   |
| 18 | Долгое            | деревня | →12       | Вороновское сельское поселение   |
| 19 | Дубровка          | деревня | →0        | Селиловичское сельское поселение |
| 20 | Дудовка           | деревня | →0        | Вороновское сельское поселение   |
| 21 | Желтоноговичи     | деревня | →0        | Вороновское сельское поселение   |
| 22 | Жуково            | деревня | →6        | Вороновское сельское поселение   |
| 23 | Заря              | посёлок | ↘4        | Фёдоровское сельское поселение   |
| 24 | Заря              | посёлок | →2        | Фёдоровское сельское поселение   |
| 25 | Казинки           | деревня | ↘33       | Вороновское сельское поселение   |
| 26 | Кисляково         | деревня | ↗12       | Фёдоровское сельское поселение   |
| 27 | Клечатово         | деревня | →0        | Рогнединское городское поселение |
| 28 | Княгинино         | деревня | →0        | Селиловичское сельское поселение |
| 29 | Копаль            | деревня | ↘11       | Селиловичское сельское поселение |
| 30 | Красная Гора      | посёлок | →0        | Шаровичское сельское поселение   |
| 31 | Летошники         | деревня | ↘3        | Рогнединское городское поселение |
| 32 | Литвиново         | деревня | →8        | Тюнинское сельское поселение     |
| 33 | Литовни           | село    | ↘7        | Вороновское сельское поселение   |
| 34 | Лозицы            | деревня | ↘64       | Фёдоровское сельское поселение   |
| 35 | Лутовиновка       | деревня | ↘187      | Вороновское сельское поселение   |
| 36 | Малая Лутна       | деревня | ↘91       | Шаровичское сельское поселение   |
| 37 | Милейково         | деревня | ↘17       | Фёдоровское сельское поселение   |
| 38 | Молотьково        | деревня | →0        | Вороновское сельское поселение   |
| 39 | Нечаево           | деревня | ↘11       | Тюнинское сельское поселение     |
| 40 | Нижнее Бунёво     | деревня | ↘8        | Шаровичское сельское поселение   |
| 41 | Новоалександровка | деревня | ↘16       | Шаровичское сельское поселение   |
| 42 | Новое Гатьково    | деревня | →2        | Вороновское сельское поселение   |
| 43 | Новое Хотмирово   | деревня | ↘19       | Селиловичское сельское поселение |
| 44 | Ормино            | деревня | ↘17       | Рогнединское городское поселение |
| 45 | Осовик            | село    | ↗199      | Фёдоровское сельское поселение   |
| 46 | Павлова Слобода   | деревня | →2        | Селиловичское сельское поселение |
| 47 | Павловское        | деревня | ↘6        | Фёдоровское сельское поселение   |
| 48 | Пакиничи          | деревня | ↘3        | Фёдоровское сельское поселение   |
| 49 | Пацынь            | село    | ↘294      | Рогнединское городское поселение |
| 50 | Победа            | посёлок | →0        | Фёдоровское сельское поселение   |
| 51 | Подборок          | посёлок | ↘16       | Фёдоровское сельское поселение   |
| 52 | Подковка          | деревня | ↘12       | Шаровичское сельское поселение   |
| 53 | Преображенский    | посёлок | ↗20       | Фёдоровское сельское поселение   |
| 54 | Прилепы           | деревня | →0        | Тюнинское сельское поселение     |
| 55 | Пятницкое         | село    | →6        | Селиловичское сельское поселение |
| 56 | Ратовское         | деревня | →4        | Рогнединское городское поселение |
| 57 | Рогнедино         | пгт     | ↘2775     | Рогнединское городское поселение |
| 58 | Рожня             | деревня | ↘8        | Шаровичское сельское поселение   |
| 59 | Русаново          | деревня | →0        | Тюнинское сельское поселение     |
| 60 | Рясник            | деревня | →0        | Тюнинское сельское поселение     |
| 61 | Себекин           | посёлок | →0        | Шаровичское сельское поселение   |
| 62 | Селиловичи        | деревня | →0        | Селиловичское сельское поселение |
| 63 | Сельцо            | деревня | ↘161      | Фёдоровское сельское поселение   |
| 64 | Семёновка         | деревня | ↗82       | Вороновское сельское поселение   |
| 65 | Слобода           | деревня | ↘10       | Фёдоровское сельское поселение   |
| 66 | Снопоть           | село    | ↘375      | Селиловичское сельское поселение |
| 67 | Согласие          | деревня | →4        | Фёдоровское сельское поселение   |
| 68 | Соколий Бор       | посёлок | →0        | Селиловичское сельское поселение |
| 69 | Старое Гатьково   | деревня | →2        | Рогнединское городское поселение |
| 70 | Старое Хотмирово  | деревня | ↘223      | Селиловичское сельское поселение |
| 71 | Стречея           | деревня | →0        | Шаровичское сельское поселение   |
| 72 | Студенец          | деревня | ↗33       | Вороновское сельское поселение   |
| 73 | Сусловка          | деревня | →0        | Селиловичское сельское поселение |
| 74 | Толвино           | деревня | ↘3        | Рогнединское городское поселение |
| 75 | Троицкое          | село    | ↘20       | Вороновское сельское поселение   |
| 76 | Труновка          | деревня | ↘1        | Тюнинское сельское поселение     |
| 77 | Тюнино            | село    | ↘244      | Тюнинское сельское поселение     |
| 78 | Фёдоровское       | село    | ↘5        | Фёдоровское сельское поселение   |
| 79 | Фроловка          | деревня | ↘10       | Фёдоровское сельское поселение   |
| 80 | Хариново          | село    | 159       | Тюнинское сельское поселение     |
| 81 | Хацынь            | деревня | →4        | Вороновское сельское поселение   |
| 82 | Чернея            | деревня | ↘47       | Фёдоровское сельское поселение   |
| 83 | Шаровичи          | деревня | ↘8        | Шаровичское сельское поселение   |
| 84 | Шаровичи          | село    | ↘112      | Шаровичское сельское поселение   |
| 85 | Шоховка           | деревня | →2        | Шаровичское сельское поселение   |
| 86 | Щепет             | деревня | ↘23       | Тюнинское сельское поселение     |
| 87 | Щипонь            | деревня | ↘23       | Фёдоровское сельское поселение   |
| 88 | Яблонь            | деревня | ↘20       | Вороновское сельское поселение   |

### Упразднённые населённые пункты
- 2001 год — посёлок Максимовка, деревня Межево, железнодорожный разъезд Щепет[25].
- 2002 год — поселок Тихая Пристань; деревни Ивашково и деревню Чёрные[26].

- 2006 год — деревня Липовка, поселок Чернево, деревня Каменка, деревня Немерка, деревня Глуховка, поселок Стровня, поселок Совхоз, поселок Воля, поселок Жалынец, деревня Толстобино, деревня Бабинки, деревня Зимницы[27].

## Транспорт
Через район проходит железная дорога, связывающая Рославль и станцию Фаянсовая (г. Киров, Калужская обл.).

## Известные уроженцы
- Чаплин, Николай Павлович (1902 — 1938) — деятель ВЛКСМ, Первый секретарь ЦК ВЛКСМ (1924—1928), один из основных инициаторов создания пионерии.